# Fressenneville
Fressenneville és un municipi francès situat al departament del Somme i a la regió dels Alts de França. L'any 2007 tenia 2.257 habitants.

## Demografia

### Població

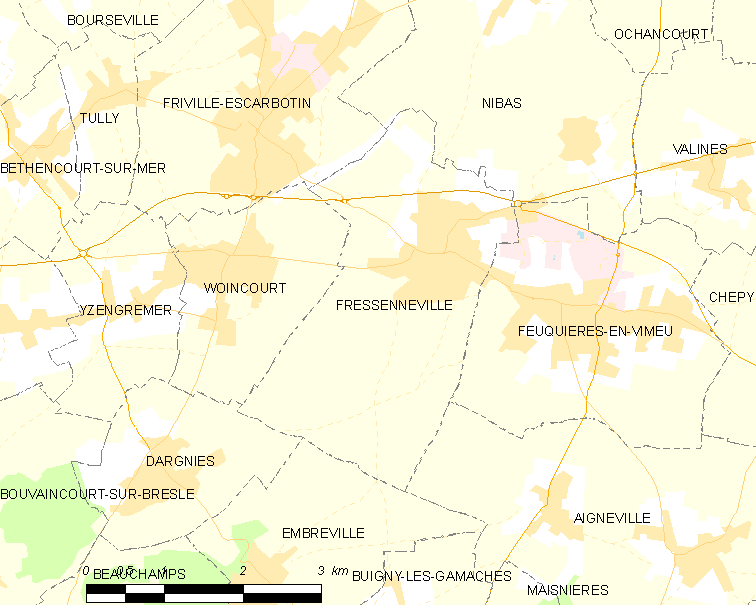
mapa del municipi

El 2007 la població de fet de Fressenneville era de 2.257 persones. Hi havia 953 famílies de les quals 236 eren unipersonals (88 homes vivint sols i 148 dones vivint soles), 357 parelles sense fills, 292 parelles amb fills i 68 famílies monoparentals amb fills.
La població ha evolucionat segons el següent gràfic:
Habitants censats

### Habitatges
El 2007 hi havia 1.073 habitatges, 960 eren l'habitatge principal de la família, 19 eren segones residències i 94 estaven desocupats. 925 eren cases i 144 eren apartaments. Dels 960 habitatges principals, 648 estaven ocupats pels seus propietaris, 290 estaven llogats i ocupats pels llogaters i 22 estaven cedits a títol gratuït; 14 tenien una cambra, 59 en tenien dues, 215 en tenien tres, 314 en tenien quatre i 358 en tenien cinc o més. 578 habitatges disposaven pel capbaix d'una plaça de pàrquing. A 504 habitatges hi havia un automòbil i a 285 n'hi havia dos o més.

### Piràmide de població

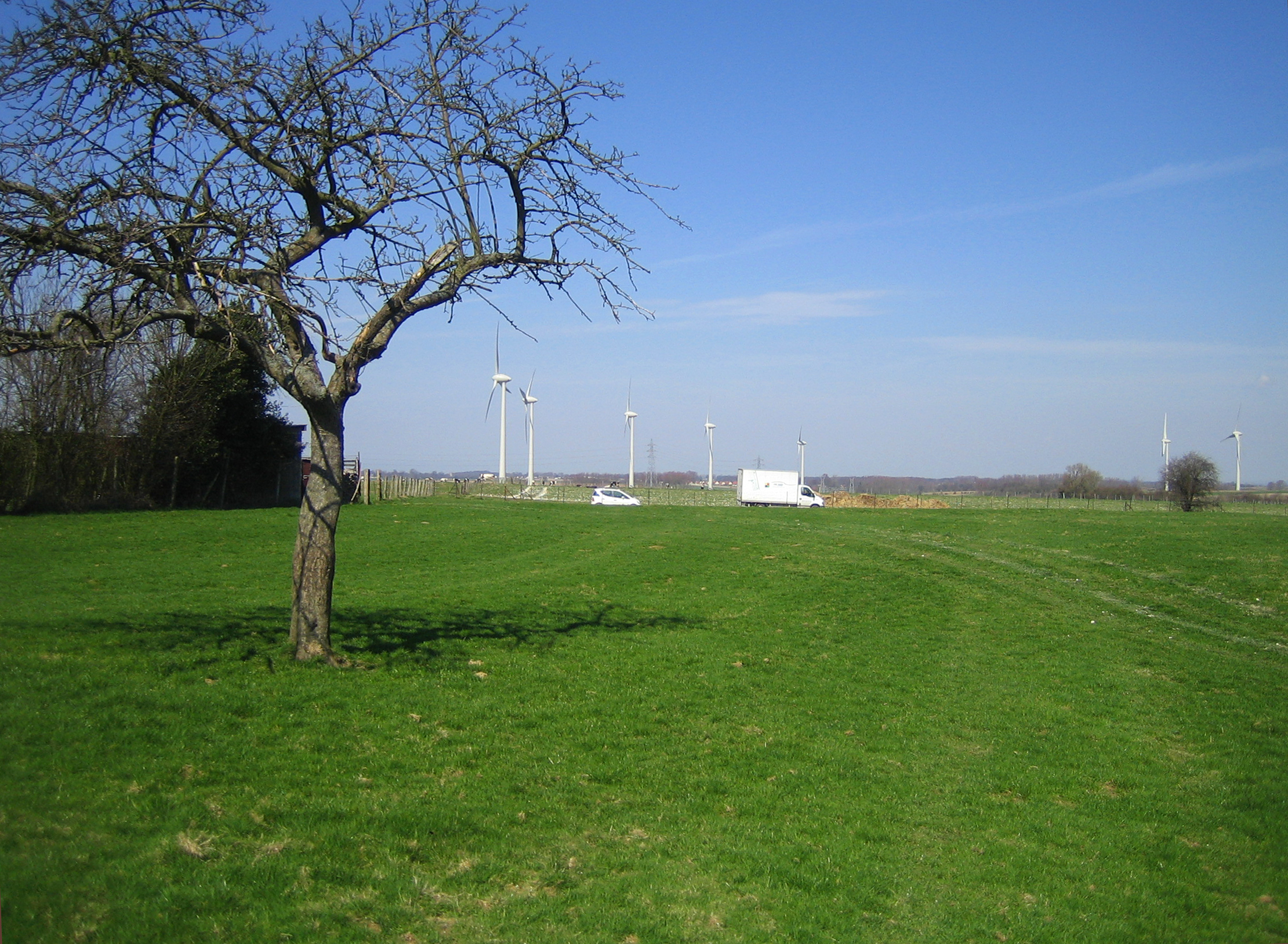

La piràmide de població per edats i sexe el 2009 era:
| Homes | Edats   | Dones |
| ----- | ------- | ----- |
| 0     | 95 o +  | 0     |
| 4     | 90 a 94 | 0     |
| 12    | 85 a 89 | 36    |
| 4     | 80 a 84 | 24    |
| 40    | 75 a 79 | 56    |
| 72    | 70 a 74 | 80    |
| 52    | 65 a 69 | 64    |
| 60    | 60 a 64 | 84    |
| 60    | 55 a 59 | 44    |
| 104   | 50 a 54 | 96    |
| 92    | 45 a 49 | 72    |
| 68    | 40 a 44 | 92    |
| 104   | 35 a 39 | 100   |
| 72    | 30 a 34 | 64    |
| 40    | 25 a 29 | 60    |
| 92    | 20 a 24 | 64    |
| 56    | 15 a 19 | 88    |
| 88    | 10 a 14 | 88    |
| 32    | 5 a 9   | 68    |
| 40    | 0 a 4   | 60    |

## Economia
El 2007 la població en edat de treballar era de 1.449 persones, 1.018 eren actives i 431 eren inactives. De les 1.018 persones actives 898 estaven ocupades (512 homes i 386 dones) i 120 estaven aturades (52 homes i 68 dones). De les 431 persones inactives 170 estaven jubilades, 111 estaven estudiant i 150 estaven classificades com a «altres inactius».

### Ingressos
El 2009 a Fressenneville hi havia 985 unitats fiscals que integraven 2.303,5 persones, la mediana anual d'ingressos fiscals per persona era de 16.327 €.

### Activitats econòmiques
Dels 96 establiments que hi havia el 2007, 4 eren d'empreses extractives, 3 d'empreses alimentàries, 3 d'empreses de fabricació de material elèctric, 17 d'empreses de fabricació d'altres productes industrials, 11 d'empreses de construcció, 14 d'empreses de comerç i reparació d'automòbils, 1 d'una empresa de transport, 2 d'empreses d'hostatgeria i restauració, 9 d'empreses financeres, 4 d'empreses immobiliàries, 6 d'empreses de serveis, 13 d'entitats de l'administració pública i 9 d'empreses classificades com a «altres activitats de serveis».
Dels 30 establiments de servei als particulars que hi havia el 2009, 1 era una oficina d'administració d'Hisenda pública, 1 oficina de correu, 3 oficines bancàries, 1 taller de reparació d'automòbils i de material agrícola, 1 autoescola, 1 paleta, 2 guixaires pintors, 3 fusteries, 4 lampisteries, 1 electricista, 9 perruqueries, 1 agència de treball temporal, 1 restaurant i 1 agència immobiliària.
Dels 9 establiments comercials que hi havia el 2009, 1 era un hipermercat, 1 una gran superfície de material de bricolatge, 3 fleques, 2 carnisseries, 1 una peixateria i 1 una joieria.
L'any 2000 a Fressenneville hi havia 5 explotacions agrícoles.

## Equipaments sanitaris i escolars
El 2009 hi havia 1 farmàcia i 2 ambulàncies.
El 2009 hi havia 1 escola maternal i 1 escola elemental.

## Poblacions més properes
El següent diagrama mostra les poblacions més properes.